# Psychologie cognitive
 (septembre 2013).
Si vous disposez d'ouvrages ou d'articles de référence ou si vous connaissez des sites web de qualité traitant du thème abordé ici, merci de compléter l'article en donnant les références utiles à sa vérifiabilité et en les liant à la section « Notes et références ».
La psychologie cognitive, ou psychologie de la connaissance, étudie les grandes fonctions psychologiques de l'être humain que sont la mémoire, le langage, l'intelligence, le raisonnement, la résolution de problèmes, la perception, l'attention et, récemment[Depuis quand ?], les émotions, inhérentes à la psychologie cognitive. La psychologie cognitive est l'étude de l'ensemble des états mentaux et l'ensemble des processus psychiques, en résumé : l'étude des activités mentales, qui fournissent à l'homme une représentation interne, une analyse de données externes, et ce, à des fins de prise de décisions et/ou d'actions.
Plus généralement, la cognition se définit comme l'ensemble des activités mentales et des processus qui se rapportent à la connaissance et à la fonction qui la réalise. Jean-François Le Ny, psychologue français spécialisé dans ce domaine, la caractérise comme « l'ensemble des dispositifs dont la fonction est de produire et d'utiliser de la connaissance ».
La psychologie cognitive part du principe que l'on peut, à partir de l'étude du comportement, en inférer des représentations, ainsi que des structures et des processus mentaux. Contrairement au béhaviorisme, elle défend la thèse que la psychologie est bien l'étude du mental et non du comportement. À la différence des autres courants mentalistes, elle ne pense pas que l'introspection soit une voie d'accès particulièrement fiable pour explorer le mental.

## Historique
Après le béhaviorisme, Clark Hull et Edward Tolman sont les premiers à ouvrir la « boîte noire », c'est-à-dire l'ensemble des phénomènes qui prennent place entre la stimulation du sujet par l'environnement et la réponse observable de l'organisme.
Le psychologue allemand Otto Selz (1881-1943) est l'un des premiers à formuler une théorie non-associationniste de la pensée. En ce sens, il est parfois considéré comme un précurseur de l'approche cognitive en psychologie pour avoir su analyser scientifiquement les processus mentaux complexes, en utilisant notamment la méthode introspective.
La psychologie cognitive est véritablement née dans les années 1950, en même temps que l'intelligence artificielle. En effet, une fois admis le principe d'étudier le contenu de la boîte noire, il fallait développer des concepts pour décrire ce qui s'y passait. Les débuts de l'informatique ont justement permis de fournir un arsenal conceptuel permettant de penser la cognition : la notion d'information et de traitement de l'information.
Bien que des progrès considérables aient été réalisés depuis cette époque, la notion de système d'information reste au cœur des modèles cognitifs, que ceux-ci adoptent des formalisations plutôt symboliques (la cognition vue comme un système de manipulation de symboles), plutôt connexionnistes (la cognition vue comme circulation d'activation dans un grand réseau de neurones), ou hybrides (notion d'un grand réseau de neurones qui réalise fonctionnellement un système de symboles).

## Notions de base
La psychologie cognitive utilise préférentiellement l'expérimentation et les mesures comportementales qui comprennent notamment la mesure de temps de réaction (TR), ou du temps nécessaire à une opération (temps de réalisation de la tâche, temps d'exposition en lecture), la précision de la réponse (par exemple taux de bonnes ou mauvaises réponses), ou même l'oculométrie cognitive ou des données physiologiques (imagerie fonctionnelle, potentiels évoqués, etc.). La modélisation informatique y joue également un rôle important.
Certains chercheurs se consacrent à l'étude de l'architecture cognitive. On trouve ainsi des expériences visant à élucider les différents « modules » qui prennent en charge les grandes fonctions de la cognition. Ces distinctions ne recouvrent pas nécessairement des unités cérébrales identifiées, mais correspondent plutôt à des entités fonctionnelles pouvant mobiliser une variété de structures cérébrales distinctes. Par exemple dans la mémoire, avec la distinction entre mémoire de travail et mémoire à long terme. On rencontre aussi différentes mémoires sensorielles, ou encore la distinction entre mémoire sémantique et mémoire épisodique. La psychologie cognitive travaille également avec le concept d'association.
D'autres chercheurs s'emploient à décrire les stratégies mises en place par les individus pour traiter les tâches de la vie quotidienne, tâches de résolution de problème, prise de décision, ou même tâches professionnelles (diagnostic médical, contrôle aérien, mémorisation chez les garçons de café, etc.). La psychologie cognitive trouve ainsi de nombreuses applications, notamment en ergonomie cognitive, en ergomotricité ou en marketing.

## Chercheurs en psychologie cognitive
Précurseurs :
- Jean Piaget
- Frederic Bartlett
- Hermann Ebbinghaus

Psychologie cognitive :
- Alan Baddeley
- Yannick Bressan (neuro-esthétique)
- Donald Broadbent
- Jerome Bruner
- Stanislas Dehaene
- George Mandler
- Ulric Neisser
- Allen Newell
- George Armitage Miller
- Steven Pinker
- Roger Shepard
- Herbert Simon
- Elizabeth F. Loftus
- George Sperling
- Robert Sternberg

Neuropsychologie cognitive :
- Michael Posner
- Anne Treisman
- Jean-François Camus

Psychologues inspirés par l'approche cognitive :
- Leon Festinger
- Aaron T. Beck
- Albert Ellis